# Scoop
Pour les articles homonymes, voir scoop (homonymie).
Scoop (anglicisme) est un mot du jargon dans le  milieu du journalisme, de la presse et des médias, désignant une information, une photographie ou un reportage exclusif vis-à-vis de la concurrence et ayant un grand retentissement. Il peut s'agir d'information de grande importance comme de contenus sensationnels.
Le mot français équivalent est exclusivité ou primeur.

## Origine du mot
Le mot « scoop » au sens journalistique serait apparu d'abord aux États-Unis, référencé dès 1874. Ce sens aurait dérivé de « éliminer la concurrence » dans le jargon commercial. Le sens premier en anglais, provenant du saxon, est « écoper ». 
L'introduction du terme dans la langue française viendrait de l'agence de presse « Agence Scoop », créée et dirigée dans les années 1950 par Roger Féral et sa femme Janine, au sein du groupe Franpar (France-Soir). Cette agence vendait et achetait les matériaux rédactionnels pour les journaux du groupe. On parlait d'un article « Scoop » pour un article intéressant l'agence Scoop[réf. souhaitée].

## Enjeux et problématiques
Dans la presse à sensations, les paparazzi cherchent à créer un scoop[réf. souhaitée].
La multiplication de la recherche de scoops a parfois comme conséquence une surenchère aveugle et irrationnelle des rédactions de journaux qui, dans l'ignorance de ce que vont faire leurs concurrents et par peur d'être devancés dans la course à l'information, sont victimes du « dilemme du prisonnier ».